# Hyperbolisk triangel

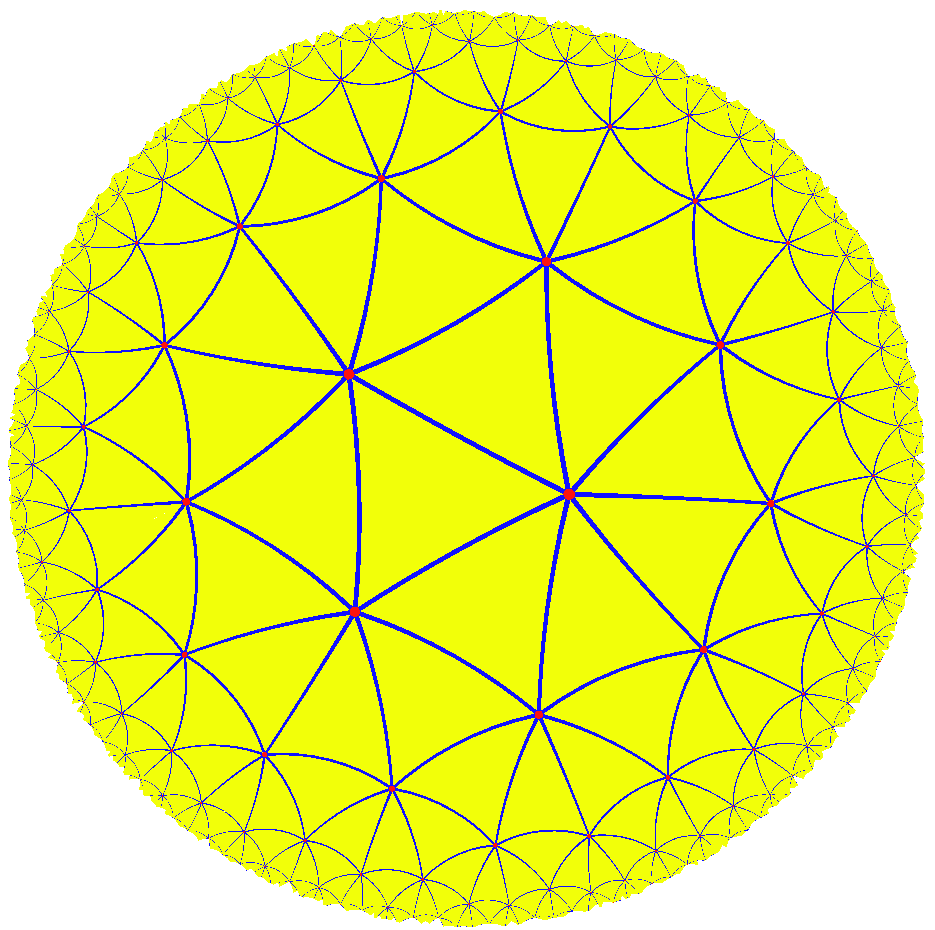
Hyperboliska trianglar på ett hyperboliskt plan

En hyperbolisk triangel är en triangel på ytan av ett hyperboliskt plan.
En hyperbolisk triangels area är
{\displaystyle \arccos {\frac {\alpha +\beta +\gamma +\alpha \,\beta +\alpha \gamma +\beta \gamma +\alpha ^{2}+\beta ^{2}+\gamma ^{2}-\alpha \,\beta \,\gamma }{(1+\alpha )(1+\beta )(1+\gamma )}}}
där
{\displaystyle \alpha =\cosh a,\quad \beta =\cosh b,\quad \gamma =\cosh c}
och a, b och c är längderna av triangelns sidor.
Om
{\displaystyle \Delta ={\sqrt {1-\alpha ^{2}-\beta ^{2}-\gamma ^{2}+2\alpha \,\beta \,\gamma }}}
är större än noll, så gäller för vinkeln A som är motstående vinkel till sidan med längden a:
{\displaystyle \sin {\frac {A}{2}}={\frac {\Delta }{4\cosh {\cfrac {a}{2}}\,\cosh {\cfrac {b}{2}}\,\cosh {\cfrac {c}{2}}}}}
{\displaystyle \tan {\frac {A}{2}}={\frac {\Delta }{1+\alpha +\beta +\gamma }}}